# Улица Веры Андриановой
Улица Веры Андриановой — улица в Калуге, проходит параллельно улице Ленина от улицы Баррикад к железнодорожным путям линии Калуга-1 — 168 км. Имеет разрыв на железнодорожном пути у выхода к улице Карла Либкнехта. Сквозной проезд автомобильного транспорта по улице отсутствует.

## История
Проложена вдоль железнодорожного пути линии сообщения Москва — Брянск (движение открыто в 1899 году). Первоначальное название — Старая ветка.
Улица застроена типовыми жилыми домами второй половины 1960-х — первой половины 1970-х годов
Современное название дано в 1968 году в память советского педагога, в годы Великой Отечественной войны — разведчицы-радиста РККА, Веры Андриановой (1922—1942), расстрелянной оккупантами в июне 1942 года на Смоленщине (село Стодолище). Вера жила на этой улице с родителями до начала Великой Отечественной войны (дом не сохранился). Инициаторами нового поименования улицы выступили актив школы № 21 и жители улицы
В январе 2021 года на месте бывшего стадиона «Центральный» между улицами Ленина, Баррикад, Веры Андреевой возведено масштабное здание Дворца спорта. Городской стадион на этом месте был обустроен в 1926 году, первоначальное название — «Красный октябрь» (с 1949 года — «НКПС»), в 1965—1967 был капитально перестроен, добавлена третья (западная) трибуна, сменилось название — в честь футбольного клуба «Локомотив». В 1990 году был проведён ещё один ремонт стадиона, и смена названия — стадион «Центральный».
В школе № 21 (ул. Веры Андриановой, д. 3) в день рождения Веры Андриановой проводят день её памяти.